# Chiamatemi Anna
Chiamatemi Anna (Anne, intitolato Anne with an "E" su Netflix) è una serie televisiva canadese liberamente basata sul romanzo Anna dai capelli rossi di Lucy Maud Montgomery, adattato da Moira Walley-Beckett. Viene trasmessa dal 19 marzo 2017 su CBC Television in Canada. È disponibile su Netflix dal 12 maggio 2017. In Italia viene inoltre trasmessa in chiaro su Rai 2 dal 6 luglio al 7 agosto 2020.
La serie parla delle avventure della giovane Anna che, dopo aver passato un'infanzia difficile, viene mandata per errore a vivere con gli anziani fratelli Marilla e Matthew Cuthbert. Dopo un'iniziale diffidenza i due fratelli provano a conoscerla meglio e la ragazzina cambia le loro vite.

## Trama

### Antefatto
Anna Shirley nasce il 23 marzo sul finire del XIX secolo a Bolingbroke, nella Nuova Scozia, da Walter e Bertha Shirley, due insegnanti di liceo. Dopo tre mesi entrambi i genitori muoiono di una malattia infettiva e Anna, non avendo altri parenti, viene affidata alla signora Thomas, una vicina povera e con il marito alcolizzato. La bambina vive con la famiglia Thomas fino all'età di 8 anni, accudendo i figli della signora, fino a che il marito viene stroncato da un attacco di cuore mentre sta picchiando Anna. La bambina viene quindi affidata alla signora Hammond, che vive con il marito e i suoi 8 figli (tra cui tre coppie di gemelli) in una baracca in riva al fiume. Anna accudisce anche i figli della signora Hammond fino a che, con la morte del marito avvenuta due anni dopo, viene affidata all'orfanotrofio di Hopetown, dove rimane per quattro mesi. In questo periodo Anna viene presa in giro dalle sue compagne a causa della sua spiccata immaginazione.

### Green Gables, Avonlea

#### Prima stagione
La prima stagione è ambientata tra l'estate del 1896 e l'inverno a cavallo tra il 1896 e il 1897.
Marilla e Matthew Cuthbert sono due anziani fratelli. Nessuno dei due si è mai sposato, quindi vivono assieme in una fattoria chiamata "Green Gables" ad Avonlea, cittadina rurale dell'Isola di Prince Edward in Canada. Matthew sta invecchiando e soffre di problemi al cuore e, dal momento che non hanno prole, i fratelli decidono di adottare un ragazzo per avere un aiuto nel faticoso lavoro dei campi.
Per un disguido, dall'orfanotrofio della Nuova Scozia al posto di un ragazzo arriva Anna, felice di aver trovato finalmente una casa e una famiglia. Matthew, uomo taciturno e introverso ma di animo sensibile, rimane subito conquistato dalla bambina. Marilla invece decide di rimandare Anna all'orfanotrofio. La bambina però racconta la sua triste storia e lentamente convince Marilla a farla restare; tuttavia perde una spilla di ametista appartenuta alla madre di Marilla, la quale, convinta che Anna abbia rubato il gioiello, decide di rimandarla all'orfanotrofio. Quando però, la sera, Marilla trova la spilla fra i cuscini di una poltrona, chiede a Matthew di andare di corsa alla stazione, per chiedere scusa ad Anna e riprenderla con sé. Tornati a Green Gables, Anna prende ufficialmente il cognome dei Cuthbert. 
Anna è una ragazzina di tredici anni magra, con tante lentiggini e con lunghi capelli rosso fuoco. Marilla nel suo nuovo ruolo di educatrice fa inizialmente fatica a comprenderla. Matthew apparentemente ha un carattere opposto a quello di Anna, chiuso e taciturno, tuttavia tra i due sorge una grande affinità. Anna, iniziando a frequentare la scuola, fa amicizia con Diana Barry e incontra Gilbert Blythe, un ragazzo che a causa dei suoi dispetti le causa una punizione.
Dopo qualche tempo, ad Anna vengono le prime mestruazioni e, spaventata, chiede aiuto a Marilla. Nel corso di questi giorni, Anna soffre di grandi sbalzi d'umore, passando dall'offendere il maestro a ubriacarsi, per errore, insieme a Diana, bevendo una bottiglia di vino pensando sia sciroppo di lamponi. Uno dei più grandi sogni di Anna è quello di avere un vestito con le maniche a sbuffo, ma Marilla, che le confeziona i vestiti su misura, continua a pensare che sia soltanto un eccesso di vanità da parte della ragazza. Matthew, desideroso di fare un regalo ad Anna, parte per la città e, dopo essersi fatto coraggio, entra in un atelier d'alta moda, gestito da una sua vecchia compagna di classe, che l'amava, dove egli fa confezionare un vestito con le maniche a sbuffo per la bambina. Giorni dopo, Anna trova il regalo di Matthew, piena di gioia e con le lacrime agli occhi.
Nel frattempo la prozia di Diana, Josephine, giunge ad Avonlea e si affeziona molto ad Anna, nonostante all'inizio la trovi egoista e perfettina. Anna, dispiaciuta, cerca di fare amicizia con l'anziana donna, ma la trova in un momento di sconforto, mentre piange per la recente morte della sua compagna di vita, Gertrud. Josephine, dopo aver rivelato ad Anna la verità, torna a Charlottetown, esortandola ad andare a trovarla quando vuole.
Si avvicina il periodo natalizio e per i Cuthbert sono momenti difficili: il raccolto non è andato a buon fine e Matthew è stato costretto a ipotecare Green Gables nella speranza di poter fare un doppio raccolto e risanare il prestito. Purtroppo Matthew inizia a soffrire di attacchi di cuore e Marilla e Anna si ritrovano a dover vendere i loro beni per racimolare la somma necessaria, visto che la banca si rifiuta di allungare i tempi di sdebito. Jerry non può più essere mantenuto dai Cuthbert, perciò viene licenziato dopo aver aiutato Anna a vendere i beni in città. Anna ottiene un grosso aiuto dalla signora Jeannie per averle riportato il vestito regalato da Matthew, ma è meno fortunata nel vendere gli altri oggetti di valore. Dopo che Jerry ha venduto il cavallo, due ladri gli rubano il ricavo, che avrebbe dovuto essere il suo ultimo stipendio, e il povero ragazzo si ricongiunge ad Anna che nel frattempo ha incontrato Gilbert in partenza per l'estero. Anna e Jerry passano la notte dalla prozia Josephine, che regala una somma ad Anna, nonostante sappia che Marilla non vuole accettare elemosine, e promette di pagare i prossimi stipendi a Jerry, se resterà a lavorare a Green Gables. Poco prima del ritorno di Anna, Matthew tenta di uccidersi perché ritiene che la sua presenza crei difficoltà a Marilla e Anna, mentre con la sua morte incasserebbero l'assicurazione, ma viene fermato in tempo da Jeannie, in visita occasionale. Grazie a Marilla, Matthew rivede la sua decisione, e con il ritorno di Anna comprende di nuovo il valore della vita. Anna è impossibilitata a partecipare alla recita di Natale e, nonostante le continue prese in giro delle compagne, tutta la classe si reca a Green Gables la notte della Vigilia di Natale, per cantare in coro dei canti gioiosi. Quella sera, i due ladri vengono accolti a Green Gables dopo aver letto l'annuncio di ricerca di pensionanti sul giornale.

#### Seconda stagione
La seconda stagione è ambientata nella primavera e nell'estate del 1897.
Mentre Gilbert viaggia per mare insieme al suo nuovo amico Sebastian "Bash", vittima di soprusi per il solo fatto di essere nero, a Green Gables tutto sembra andare per il meglio, dato che Matthew si è ripreso e i pensionanti aiutano a svolgere le faccende di casa. Uno di loro, Nathaniel, dice di essere un geologo e sostiene di aver trovato l'oro sotto il suolo di Avonlea. Quindi organizza un'assemblea per discuterne con gli abitanti della città, dicendo che il prezzo per le analisi del terreno è di 150 dollari a testa. Anna, stupefatta dall'oro, scrive a Gilbert per avvertirlo della scoperta. Nel frattempo, a scuola, il maestro Philips è intenzionato a sposare una studentessa, Prissy, che ha raggiunto l'età del matrimonio e che è innamorata di lui, e Cole, un ragazzo all'apparenza strano e solitario, si scopre essere un artista molto talentuoso. In realtà, tutta la faccenda dell'oro è una truffa architettata dai pensionanti, che però litigano, dato che uno di loro si è affezionato ad Anna e a Green Gables. 
I pensionanti vengono cacciati da Avonlea, ma non prima di aver derubato molti cittadini. Persa la possibilità di un trasferimento in una scuola francese perché suo padre ha investito tutti i risparmi nella truffa dell'oro, Diana inizia ad essere educata direttamente dalla madre per essere una signora, cosa che la fa distaccare da Anna, che dà sempre più sfogo alla sua creatività nello scrivere racconti. Nel frattempo, Gilbert e Bash tornano ad Avonlea dopo un viaggio per molte città esotiche, come la patria di Bash, Trinidad, e Gilbert, da poco orfano, si avvicina ad Anna, che a causa del desiderio di apparire con i capelli corvini è obbligata a tagliare i suoi lunghi capelli ramati con un taglio da maschio, perché rovinati dalla tintura scadente.
Giunge il Natale, e Anna torna in città insieme a Jerry, che deve sbrigare delle commissioni per conto dei Cuthbert. Anna decide di agire da maschio per capire come ci si sente, fino a quando aiuta la signorina Jeannie a caricare un baule su una carrozza e la donna le regala di nuovo il vestito con le maniche a sbuffo. Tornati ad Avonlea, Anna, Diana e Cole preparano le decorazioni per la recita di Natale fino a quando Billy, invidioso delle attenzioni che le ragazze rivolgono a Cole per via del suo talento nel dipingere, lo fa cadere da una scala, causandogli la rottura di un polso. La sera di Natale, Marilla invita Gilbert e Bash a Green Gables, e Gilbert regala ad Anna un piccolo dizionario tascabile. Tutti mangiano insieme, celebrando la festività.
Passano dei mesi e per festeggiare l'inizio della primavera Josephine dà una festa a cui Anna, Cole e Diana partecipano con fervore. La festa, ricca di invitati strambi, si rivela essere uno shock per Diana, che dopo un commovente brindisi a "Jo e Ghertie", comprende la verità sulla sua prozia. Cole, incalzato dai numerosi artisti presenti alla festa, inizia a lavorare la creta per riacquistare la forza nel polso e, dopo essersi confrontato con Josephine, che lo capisce e comprende, trova il coraggio di dichiarare ad Anna la sua omosessualità. Ella lo comprende, e gli dice che semmai entrambi dovessero non sposarsi nella vita, potrebbero vivere insieme come "compagni di vita".
Ad Avonlea stanno per essere celebrate le nozze tra il signor Philips e Prissy, che ha deciso di rinunciare all'università per amore. La ragazza, però, ci ripensa e abbandona sull'altare l'uomo, che decide di andarsene definitivamente dal villaggio. La nuova insegnante, la signorina Muriel Stacy, si rivela essere una guida per Anna, che vede in lei una figura d'esempio. Ella infatti non porta il corsetto e viaggia con una motocicletta. Dopo un piccolo incidente, la signorina Stacy viene cacciata dal comitato di Avonlea, che la ritiene troppo moderna. Nel frattempo Gilbert decide di lasciare Bash per intraprendere i suoi studi di medicina. 
Cole, che non può più frequentare la scuola, è arrabbiato con Billy perché quest'ultimo ha distrutto il luogo segreto di Anna, Diana, Cole e Ruby, e si mette a picchiarlo, ma gli fa finire la testa contro la stufa bollente, ferendolo ad un orecchio. Nel frattempo Anna, Diana, Cole, Ruby, Moody e Gilbert partono per Charlottetown per trovare un metodo per far restare la signorina Stacy. I cinque, abbandonati da Gilbert, comprano delle lampadine per ripetere l'esperimento dell'insegnante sull'elettricità, ma Moody le fa cadere, e perciò sono costretti ad andare a chiedere aiuto a Josephine, che ne dona loro delle altre. Giunto il momento di tornare a casa, Cole decide di rimanere a vivere con Josephine a Charlottetown, perché ad Avonlea la sua vita è rovinata. Anna e i suoi amici, insieme a Gilbert, giungono in tempo per salvare la signorina Stacy dal licenziamento, dimostrando che "diverso non è sbagliato, solo unico", e che con l'insegnante imparano e si divertono. 
Alla fine, Gilbert decide di rimanere ad Avonlea, e insieme ad Anna assiste al matrimonio di Bash, che ha trovato l'amore, e Cole cena con la zia Josephine, mentre tutto torna alla quiete e alla serenità dì sempre.

## Personaggi e interpreti

### Principali
- Anna Shirley Cuthbert (stagioni 1-3), interpretata da Amybeth McNulty, doppiata da Sara Labidi ed Emanuela Ionica (1x06-1x07).
Rimasta orfana quando era ancora piccola, viene adottata da Matthew e Marilla Cuthbert, nonostante avessero in realtà chiesto di avere un ragazzo che li aiutasse nella fattoria. Prima di ciò Anna era passata di famiglia in famiglia, lavorando sempre come sguattera, ed era stata rinchiusa in orfanotrofio dove subì atti di violenza e bullismo dalle altre ragazze e dalle istitutrici. Possiede un'ottima immaginazione e una scorrevole parlantina, risultando a volte però anche indiscreta. Viene spesso presa in giro per i suoi capelli rossi, che lei inizialmente odia ma impara ad amare. È la migliore amica di Diana Barry, tiene una forte amicizia con Cole Mackenzie e sviluppa sentimenti amorosi verso Gilbert Blythe.
- Marilla Cuthbert (stagioni 1-3), interpretata da Geraldine James, doppiata da Barbara Castracane.
Sorella maggiore di Matthew, non si è mai sposata e vive nella casa di famiglia con suo fratello e Anna. Inizialmente restia all'idea di tenere Anna, si affeziona poi alla ragazza, che con il tempo riesce a far cambiare il suo carattere rigido e severo.
- Matthew Cuthbert (stagioni 1-3), interpretato da R.H. Thomson, doppiato da Gino La Monica (st.1-2) e Saverio Indrio (st.3).
Fratello minore di Marilla, non si è mai sposato, come la sorella. È sempre stato d'accordo a tenere Anna, infatti si è affezionato a lei fin dal primo incontro. Si rivela infatti essere un uomo molto dolce e comprensivo, anche se all'apparenza può sembrare burbero perché molto silenzioso.
- Diana Barry (stagioni 1-3), interpretata da Dalila Bela, doppiata da Lucrezia Marricchi.
Figlia dei signori Barry, famiglia molto benestante, diventa da subito la migliore amica di Anna. Ha una sorella minore, Minnie May, e una prozia, Josephine Barry. Ha un carattere molto dolce e gentile ed è sempre comprensiva fino a risultare accondiscendente, o verso le mirabolanti avventure di Anna o verso le pressioni sociali imposte dalla famiglia. Suona molto bene il pianoforte e parla fluentemente il francese.
- Gilbert Blythe (stagioni 1-3), interpretato da Lucas Jade Zumann, doppiato da Federico Campaiola.
Compagno di scuola di Anna con cui dal primo incontro instaura una sorta di competizione, anche per via della eccellenza di entrambi raggiunta nelle diverse materie. È un bel ragazzo, molto intelligente, determinato e lavoratore, per questo ambito dalla maggior parte delle ragazze. Rivela anche un animo molto sensibile che gli permette di diventare amico con Anna e in seguito si innamora di lei. Dopo la morte del padre parte in nave e compie un giro per le isole americane, dove conosce Sebastian che diventa per lui la sua nuova famiglia. Ha una breve relazione con Winifred Rose ma prima di partire per l’università di Toronto annulla il loro matrimonio e capisce che lui e Anna provano gli stessi sentimenti l’uno per l’altra.
- Jerry Baynard (stagioni 1-3), interpretato da Aymeric Jett Montaz, doppiato da Tito Marteddu.
Ragazzo di origine francese, viene assunto da Matthew e Marilla come lavoratore. Di umile famiglia contadina e completamente analfabeta, diventa amico di Anna tanto che lei gli insegna a leggere e a scrivere. Lui e Diana saranno amanti all’insaputa di tutti.
- Rachel Lynde (stagioni 1-3), interpretata da Corinne Koslo, doppiata da Anna Rita Pasanisi.
È la migliore amica di Marilla da quando andavano a scuola. È una signora molto pettegola e indiscreta, dagli ideali inizialmente molto antiquati che iniziano a cambiare dopo l'arrivo di Anna.
- Sebastian "Bash" Lacroix (stagioni 2-3), interpretato da Dalmar Abuzeid, doppiato da Daniele Raffaeli.
È originario di Trinidad e incontra Gilbert su una nave dove entrambi lavorano. All'inizio dimostra di essere alquanto infastidito dal carattere del ragazzo,ma poi ne diventerà amico e socio in affari,arrivando a trasferirsi con lui ad Avonlea. Nonostante la sua nuova vita proceda bene,si vedrà arrivare molta ostilità dai concittadini a causa della sua etnia afroamericana.
- Cole Mackenzie (stagioni 2-3), interpretato da Cory Grüter-Andrew, doppiato da Matteo Liofredi.
Compagno di classe di Anna e Diana, ama disegnare e passare il tempo con le ragazze, subendo molte angherie da parte dei ragazzi. Accompagna Anna e Diana a Charlottetown da zia Josephine, dove decide di rimanere trovando un ambiente veramente comprensivo nei suoi confronti e scoprendo di condividere con l'anziana donna la stessa omosessualità.

### Secondari
- Josephine Barry (stagioni 1-3)' interpretata da Deborah Grover, doppiata da Graziella Polesinanti.
È l'anziana e ricca zia di Diana e abita a Charlottetown. Prima conviveva con la sua amica Ghertrude con cui, si viene poi a scoprire, aveva una relazione amorosa. Dopo la morte dell'amica, da cui non si è mai del tutto ripresa, vive da sola finché non decide di accogliere Cole.
- Ruby Gillis (stagioni 1-3), interpretata da Kyla Matthews, doppiata da Lucrezia Roma.
Compagna di classe nonché grande amica di Diana e Anna, è molto romantica e ingenua e ha una cotta per Gilbert Blythe.
- Teddy Phillips (stagioni 1-2), interpretato da Stephen Tracey, doppiato da Francesco Venditti.
È il primo professore di Anna ed ha una relazione segreta con Prissy Andrews, a cui chiederà la mano; venendo respinto, decide di lasciare Avonlea. Non ha buoni rapporti con i suoi studenti, soprattutto non sopporta Cole, forse per via della propria omosessualità repressa.

## Episodi
| Stagione         | Episodi | Prima TV Canada | Pubblicazione Italia |
| ---------------- | ------- | --------------- | -------------------- |
| Prima stagione   | 7       | 2017            | 2017                 |
| Seconda stagione | 10      | 2018            | 2018                 |
| Terza stagione   | 10      | 2019            | 2020                 |

## Produzione
Nel gennaio 2016 CBC Television annuncia di aver ordinato la serie, composta da 7 episodi. Nell'agosto 2016 viene annunciato che Netflix avrebbe distribuito la serie internazionalmente; inoltre viene annunciato che Niki Caro avrebbe diretto il primo episodio.
Il 3 agosto 2017 Netflix rinnova la serie per una seconda stagione di 10 episodi, la cui produzione inizia nel novembre 2017. La seconda stagione debutta sul servizio di streaming il 6 luglio 2018 a livello internazionale, mentre va in Canada su CBS a partire dal 23 settembre 2018 con un episodio a settimana. Il 15 agosto 2018, Netflix rinnova la serie per una terza stagione composta da 10 episodi.

### Casting
Nell'aprile 2016 la produzione avvia la ricerca per l'interprete della protagonista Anna Shirley. Nell'ottobre 2016, dopo aver incontrato oltre mille e ottocento candidate, viene annunciato che Amybeth McNulty avrebbe interpretato la protagonista. Nello stesso mese entrano nel cast Geraldine James e R.H. Thomson nei ruoli di Marilla e Matthew Cuthbert. Nel agosto 2016 entrano nel cast Lucas Jade Zumann, Dalila Bela, Corinne Koslo e Aymeric Jett Montaz nei ruoli di Gilbert Blythe, Diana Barry, Rachel Lynde e Jerry Baynard.

### Riprese
Le riprese della serie cominciano a novembre 2016 e terminano nel febbraio 2017. La serie è girata in Ontario, anche se parte delle riprese si svolgono sull'Isola del Principe Edoardo, luogo di ambientazione del romanzo.

## Distribuzione
La serie viene trasmessa dal 19 marzo 2017 su CBC Television in Canada. Internazionalmente la serie ha debuttato su Netflix il 12 maggio 2017, con il titolo internazionale Anne with an E. Poco dopo l'uscita della terza stagione su Netflix, CBC e Netflix annunciano che la serie è cancellata.